# Leggi romane
Questa pagina propone una parziale ed ancora incompleta lista di leggi romane. Il nome della legge di solito proviene dalla gens del magistrato proponente (qualsiasi magistrato dai questori in poi per la lex comitialis, il tribuno della plebe per gli scita plebis), declinato alla forma femminile, perché in latino legge (lex, legis, nominativo plurale leges) è una parola di genere femminile. Quando una legge è redatta da due consoli, vengono indicati entrambi i nomi, con il nome del più anziano scritto per primo. Alcune leggi in elenco sono state emanate dopo la caduta dell'Impero romano d'Occidente (476 d.C.), tuttavia esse sono state fortemente influenzate dalle leggi romane promulgate precedentemente.

## Leggi romane (in ordine alfabetico)
L'elenco della tabella è ordinabile anche in base all'anno e all'oggetto della legge.
| LEX (Leges e Scita plebis)                                         | ANNO                                     | OGGETTO DELLA LEGGE |
| ------------------------------------------------------------------ | ---------------------------------------- | --- |
| Lex Acilia Calpurnia                                               | 67 a.C.                                  | Prevede l'esclusione permanente dalla carica in caso di corruzione elettorale |
| Lex Acilia de intercalando                                         | 191 a.C.                                 | Adattamento del calendario |
| Lex Acilia repetundarum                                            | 123 a.C.                                 | Procedure repetundae per i giurati provenienti dalla classe senatoriale per prevenire la corruzione |
| Lex Aebutia de formulis                                            | circa 150 a.C.                           | Attribuisce valore normativo ai provvedimenti edittali dei pretori |
| Lex Aebutia de magistratibus extraordinariis                       | 154 a.C.                                 | Legge contro gli accordi tra i magistrati |
| Lex Aelia et Lex Fufia                                             | circa 150 a.C.                           | Estensione diritto di Obnuntiatio |
| Lex Aelia Sentia                                                   | 4 d.C.                                   | Legge contro la liberazione di schiavi |
| Lex Aemilia                                                        | 115 a.C.                                 | Distribuzione di liberti |
| Lex Antonia de Termessibus                                         | ?                                        | Alleanza con Termessos, città della Pisidia |
| Leges Antoniae                                                     | 44 a.C.                                  | Provvedimento di Marco Antonio contro la dittatura |
| Lex Appuleia de maiestate minuta                                   | 103 a.C.                                 | Provvedimento di Lucio Appuleio Saturnino che istituisce che una quaestio perpetua de maiestate di equiti per i crimina maiestatis. |
| Lex Appuleia de coloniis in Africam deducendis                     | 103 a.C.                                 | Distribuzione dell'ager publicus conquistato da Gaio Mario nella guerra contro Giugurta. |
| Lex Appuleia agraria                                               | 100 a.C.                                 | Distribuzione dell'ager publicus conquistato da Gaio Mario nella guerra contro Cimbri. |
| Lex Appuleia de coloniis in Siciliam Achaiam Macedoniam deducendis | 100 a.C.                                 | Fondazione di colonie in Sicilia, Acaia e Macedonia e conferimento del potere di concedere la cittadinanza per meriti a Gaio Mario |
| Lex Appuleia frumentaria                                           | 100 a.C.                                 | Introduzione di calmiere per il grano |
| Lex Aquilia                                                        | forse 286 a.C.                           | Regola il risarcimento di danni a proprietà |
| Lex Aternia Tarpeia de multis                                      | 454 a.C.                                 | Rogata dai consoli Spurio Tarpeio Montano Capitolino e Aulo Aternio Varo Fontinale, introduce o riafferma il limite massimo delle multe (trenta bovini e due ovini) ed introduce una scala di equivalenza in assi (cento per un bovino e dieci per un ovino) per consentire il pagamento anche in moneta; molto probabilmente estende inoltre l'ambito applicativo della provocatio alle multe di importo superiore al limite di trenta buoi e due ovini o 3.020 assi. |
| Lex Atinia                                                         | 197 a.C.                                 | Tribuni della plebe automaticamente promossi al Senato |
| Lex Atinia                                                         | 149 a.C.                                 | Previene l'usucapione di beni rubati |
| Lex Aufeia                                                         | 124 a.C.                                 | Composizione dei territori asiatici |
| Lex Aurelia de tribunicia potestate                                | 75 a.C.                                  | |
| Lex Aurelia iudiciaria                                             | 70 a.C.                                  | Composizione del collegio giudicante la quaestio perpetua de repetundis |
| Lex Baebia/Cornelia Baebia                                         | 181 a.C.                                 | Contrasto alla corruzione elettorale e istituzione del numero di pretori a sei |
| Lex Caecilia Didia                                                 | 98 a.C.                                  | Introduzione del trinundinum come periodo di attesa dalla rogatio alla votazione nei comitia e divieto di leges saturae. |
| Lex Calpurnia                                                      | 149 a.C.                                 | Competenza dei giudizi di malversazione a carico dei governatori provinciali affidata ad un tribunale permanente (presieduto dal praetor peregrinus). |
| Lex Canuleia de conubio                                            | 445 a.C.                                 | Permetteva a patrizi e plebei di sposarsi tra loro |
| Lex Cassia tabellaria                                              | 137 a.C.                                 | Introduzione del voto segreto nei processi, salvo gli iudicia di perduellio. |
| Lex Cincia                                                         | 204 a.C.                                 | Proibizione di patrocinare una causa per regalo o per denari |
| Lex Claudia                                                        | 218 a.C.                                 | Proibisce ai senatori di praticare il commercio |
| Leges Clodiae                                                      | 58 a.C.                                  | Leggi di Publio Clodio Pulcro su vari ambiti dello stato |
| Lex Clodia de iure et tempore legum rogandarum                     | 58 a.C.                                  | Liberava l'attività dei comizi da tutti i limiti derivanti dagli "auspici" |
| Lex Clodia de capite civis Romani                                  | 58 a.C.                                  | Prevedeva l'esilio per chi avesse condannato un cittadino romano senza aver concesso la Provocatio ad popolum cioè senza accordargli la possibilità di appello al popolo |
| Lex citationis                                                     | 426 d.C.                                 | Emanata da Valentiniano III. Si stabiliva che avessero valore vincolante in giudizio esclusivamente i pareri espressi dai giuristi Papiniano, Paolo, Gaio, Ulpiano e Modestino (Se tutti erano d'accordo, il parere risultava essere direttamente vincolante. Altrimenti prevaleva l'opinione della maggioranza. Se non prevaleva nessun gruppo, si seguiva quanto affermato da Papiniano)                                                                             |
| Lex Coelia tabellaria                                              | 107 a.C.                                 | Estensione del voto segreto anche al giudizio di perduellio. |
| Lex Cornelia Annalis                                               | 81 a.C.                                  | Sanzione alle azioni passate di Silla; rafforzamento del Senato - I pretori venivano obbligati ad esercitare la loro giurisdizione concordemente agli editti emanati in precedenza. |
| Lex Cornelia de iniuriis                                           | 81 a.C.                                  | Fu una legge del dittatore Silla, rogata e poi approvata insieme con le altre leggi criminali, che andava ad istituire la quaestio in materia di crimen iniuriae, uno dei delitti in origine privato e successivamente, nel periodo del Principato, attratti nella sfera pubblicistica. |
| Lex Cornelia iudiciaria                                            | 82 a.C.                                  | Legge con cui Silla restituiva ai senatori il munus iudicandi, rimasto sino allora ai cavalieri, limitava il diritto di ricusazione a non più di tre giudici e si prescriveva al presidente delle quaestiones perpetuae di domandare all'accusato se volesse il voto palese o segreto |
| Lex Cornelia de magistratibus                                      | 82 a.C.                                  | Legge con cui Silla precisava il certus ordo magistratuum, ossia il cursus honorum (questura, pretura, consolato), ristabiliva la necessità di un intervallo decennale per la rielezione alla stessa magistratura e determinava l'età minima per ciascuna di esse (una sorta di riconferma della Lex Villia annalis. |
| Lex Cornelia de maiestate                                          | 81 a.C.                                  | Ampliamento del crimen maiestatis, in modo da includere le adunate sediziose mirate al sovvertimento del Senato. |
| Lex Cornelia de provinciis ordinandis                              | 81 a.C.                                  | Fu una legge emanata dal dittatore Silla in materia di prorogàtio impèrii, istituto tipico dell'età repubblicana consistente nell'attribuire a magistrati decaduti dalla carica il compito di portare comunque a termine campagne belliche in corso o di proseguire nell'amministrazione delle province conquistate. |
| Lex Cornelia de tribunicia potestate                               | 82 a.C.                                  | Legge con cui Silla tolse ai tribuni della plebe lo ius intercessionis e la possibilità di promulgare leggi attraverso l'assemblea della plebe. |
| Lex Cornelia Sullae de sicariis et veneficis                       | 81 a.C.                                  | Crea la quaestio perpetua sull'omicidio. Regolamentazione delle pene per omicidio e proibizione dello ius vitae ac necis esercitato dai padroni sugli schiavi. |
| Lex Domitia de sacerdotiis                                         | 104 a.C.                                 | Stabiliva l'elezione del pontifex maximus |
| Lex Falcidia                                                       | 40 a.C.                                  | |
| Lex Fufia                                                          | circa 150 a.C.                           | |
| Lex Fufia Caninia                                                  | 2 a.C.                                   | Limitazione nel liberare gli schiavi. |
| Lex Gabinia de piratis persequendis                                | 67 a.C.                                  | Gneo Pompeo Magno possiede speciali poteri nel Mediterraneo per sconfiggere i pirati |
| Lex Gabinia tabellaria                                             | 139 a.C.                                 | Introduzione votazione segreta nell'ambito dei comizi elettorali |
| Lex Genucia                                                        | 343 a.C.                                 | Uno dei due consoli deve essere un plebeo |
| Lex Gellia Cornelia                                                | 72 a.C.                                  | Autorizzazione a Gneo Pompeo Magno di conferire la cittadinanza romana a coloro che egli reputa degni |
| Lex Hieronica                                                      | 240 a.C.                                 | Tassazione in Sicilia |
| Lex Hortensia                                                      | 287 a.C.                                 | Equipara le Leges ai Plebisciti |
| Lex Hortensia de nundinis                                          | 287 a.C.                                 | Stabilisce che le nundinae (giorni di mercato, in cui le popolazioni rurali confluivano a Roma) devono essere dies fasti |
| Lex Hostilia                                                       | probabile 170 a.C.                       | Per la protezione del patrimonio di una persona prigioniera del nemico o in missione per lo stato per cause militari o civili |
| Lex Hadriana (?)                                                   | 117-138                                  | Legge di Adriano che permette agli affittuari permanenti di lavorare sul territorio occupato; è un'estensione della Lex Marciana |
| Lex Icilia de Aventino publicando                                  | 456 a.C.                                 | Concessione di terre ai plebei. Dichiarava ager publicus l'Aventino |
| Lex Iulia Papiria de multarum aestimatione                         | 430 a.C.                                 | Rogata dai consoli Lucio Giulio Iullo e Lucio Papirio Crasso, prevede che le multe debbano essere pagate in moneta anziché in bestiame. |
| Lex Iulia de civitate                                              | 90 a.C.                                  | Redatta dal console L. Cesare, offre la cittadinanza a tutte le popolazioni italiche che non hanno mosso guerra contro Roma durante le guerre italiche |
| Lex Iulia de Adulteriis Coercendis                                 | 18 a.C.                                  | L'infedeltà viene punita anche pubblicamente, con possibile ammenda. Istituisce la quaestio perpetua de adulteriis |
| Lex Iulia de collegiis                                             | ?                                        | Riguardo alla disciplina dei collegia in età Augustea |
| Lex Iulia de Maritandis Ordinibus                                  | 18 a.C.                                  | Proibisce di ricevere eredità e di partecipare ai giochi pubblici a coloro che non si vogliono sposare, comprese le giovani vedove. |
| Leges Iuliae augustee                                              | 18 a.C.-9 a.C.                           | Riguardo al matrimonio, adulterio e rispetto del mos maiorum (costumi degli antenati) |
| Lex Iulia de repetundis                                            | 59 a.C.                                  | Riguardo all'estorsione nelle province |
| Lex Iulia iudiciorum privatorum                                    | 17 a.C.                                  | Vieta il processo per Legis actio e dà valore solo al processo per formula |
| Lex Iulia iudiciorum publicorum                                    | 17 a.C.                                  | Riordina la procedura delle quaestiones perpetuae |
| Lex Iulia Municipalis                                              | 45 a.C.                                  | Regolava i municipi dell'Italia romana |
| Lex Iunia Licinia                                                  | 62 a.C.                                  | Conferma della Lex Caecilia Didia e prevenzione di reato di falso in atto pubblico |
| Lex Iunia Norbana                                                  | circa 19 a.C.                            | Riguardo allo status dei liberti |
| Lex Laetoria                                                       | 191 a.C.                                 | Punisce chi froda minori di 25 anni |
| Leges Liciniae Sextiae                                             | 367 a.C.                                 | Consente ai plebei di accedere al consolato e introduce la figura del pretore. |
| Lex Licinia Pompeia                                                | 55 a.C.                                  | Gneo Pompeo Magno e Crasso prolungano il proconsolato di Gaio Giulio Cesare in Gallia per altri cinque anni |
| Lex Marciana                                                       | durante la dinastia dei Flavi            | |
| Lex Manilia                                                        | 66 a.C.                                  | Azione di Pompeo contro Mitridate VI del Ponto |
| Lex Maenia                                                         | dopo il 293 a.C.                         | |
| Lex Mamilia de coniuratione Iugurthina                             | 109 a.C.ca                               | Provvedimenti giudiziari contro i nobili corrotti da Giugurta. |
| Lex Maria de suffragiis ferendis                                   | 119 a.C.                                 | Riduzione di distanza tra i pontes elettorali. |
| Lex Memmia de absentibus rei publicae causa                        | 113 a.C.                                 | Divieto di perseguire penalmente gli absentes rei publicae causa |
| Lex Memmia de Iugurtha Romam ducendo                               | 111 a.C.                                 | Invito a Roma con salvacondotto per Giugurta affinché fosse interrogato riguardo alla corruzione di Scauro, Bestia e gli altri senatori accusati da Memmio. |
| Lex Menenia Sestia de multa et sacramento                          | 452 a.C.                                 | Rogata dai consoli Tito Menenio Lanato e Publio Sestio Capitone, interviene in materia di multe e di sacramentum, ma non è chiaro quale fosse il suo preciso contenuto normativo ed in particolare in che rapporti si ponesse rispetto al portato normativo della precedente lex Aternia Tarpeia de multis. |
| Lex Ogulnia                                                        | 300 a.C.                                 | Il sacerdozio è aperto ai plebei |
| Lex Oppia                                                          | 215 a.C.                                 | Limita l'ornamento delle donne |
| Lex Ovinia                                                         | 318 a.C.                                 | Permette agli ex-magistrati di diventare senatori |
| Lex Papiria de dedicationibus                                      | circa 304 a.C.                           | |
| Lex Papia de Peregrinis                                            | 65 a.C.                                  | Deporta stranieri da Roma |
| Lex Papiria tabellaria                                             | 131 a.C.                                 | Utilizzo delle tabellae nei comitia anche per l'approvazione delle leggi. |
| Lex Papia Poppaea                                                  | 9 d.C.                                   | Riguardo al matrimonio |
| Lex Pedia de interfectoribus Caesaris                              | 43 a.C.                                  | Punizione dei cesaricidi. |
| Lex Petronia de servis                                             | 61 d.C.?                                 | Riguardo alla schiavitù. |
| Lex Petronia de praefectis                                         | 32 a.C.                                  | Regolazione della scelta di prefetti municipali. |
| Lex Porcia (I)                                                     | 199 a.C.                                 | Estende la provocatio ad populum oltre i 1.000 passi da Roma. |
| Lex Porcia (II)                                                    | 195 a.C.                                 | M. Porcio Catone proibiva la tortura di cittadini senza un'accusa. |
| Lex Porcia (III)                                                   | 184 a.C.                                 | Sanziona con la pena capitis il magistrato che non rispetta le norme sulla provocatio. |
| Lex Plautia Papiria                                                | 89 a.C.                                  | Garantiva la cittadinanza agli alleati romani. |
| Lex Plautia Judiciaria (?)                                         | 89 a.C.                                  | I giudici possono provenire anche da altre classi, non solo dagli Equites. |
| Lex Poetelia                                                       | 313 a.C.                                 | Riguardo ai debiti e la schiavitù. |
| Lex Poetelia-Papiria                                               | 326 a.C.                                 | Abolizione della schiavitù per debiti. |
| Lex Pompeia                                                        | 89 a.C.                                  | Riguardo ai diritti di cittadinanza in Gallia. |
| Lex de Permutatione Provinciae                                     | 44 a.C.                                  | Autorizza Cesare a trasferire le legioni dalla Macedonia alle nuove province (Gallia Cisalpina e Transalpina), attribuite a Marco Antonio per cinque anni al posto della Macedonia. |
| Lex Plautia de Reditu Lepidanorum                                  | 70 a.C.                                  | Concede il perdono a quelli che si erano dissociati da Lepido. |
| Leges provinciae                                                   | 146 a.C.                                 | Riguardano l'amministrazione delle nuove province. |
| Lex Publilia Voleronis                                             | 471 a.C.                                 | Istituzione dell'elezione dei tribuni della plebe da parte dei comizi tributi. |
| Lex Publilia Philonis De Plebiscitis                               | 339 a.C.                                 | Si stabilisce che un plebiscito può avere valore di legge, qualora il Senato abbia concesso la propria preventiva auctoritas. |
| Lex Quinctia                                                       | 9 a.C.                                   | Regolamentazione degli acquedotti. |
| Lex Rubria                                                         | 122 a.C.                                 | Creò due nuove colonie in Italia ed una sul territorio di Cartagine, dichiarato "maledetto" dopo la terza guerra punica. |
| Lex Rupilia                                                        | 132 a.C.                                 | Riforma amministrativa e giudiziaria della provincia Sicilia al termine della seconda guerra servile. |
| Lex Roscia                                                         | 49 a.C.                                  | Cesare propose i totali diritti romani ai cittadini della Gallia. |
| Lex Romana Burgundionum                                            | ?                                        | Raccolta ufficiale di Leges romane emanate dal re dei Burgundi. |
| Lex Romana Visigothorum                                            | 506 d.C.                                 | Raccolta ufficiale di Leges romane emanate dal re dei Visigoti, Alarico. |
| Lex Sacrata                                                        | 494 a.C.                                 | |
| Lex Scantinia                                                      | circa 149 a.C.                           | Colpiva i rapporti omosessuali con persone di condizione libera. |
| Lex Sempronia Agraria (Caio)                                       | 123 a.C.                                 | Riproposta della lex Sempronia Agraria del fratello Tiberio. |
| Lex Sempronia Agraria (Tiberio)                                    | 133 a.C.                                 | Conferimento ad una commissione di triumviri la gestione di confische su proprietari con più di 500 iugeri di terreno, di divisione in lotti del terreno eccedente e di assegnazione alla plebe. |
| Lex Sempronia agraria altera                                       | 133 a.C.                                 | Conferimento alla commissione di triumviri della lex Agraria la gestione giudiziaria delle controversie legate ai fondi. |
| Lex Sempronia de abactis                                           | 123 a.C.                                 | Privava i magistrati vittime di abrogatio magistratus dello ius honorum, la possibilità di essere eletti nuovamente. |
| Lex Sempronia de capite civis romani                               | 123 a.C.                                 | Rafforzo delle norme della provocatio ad populum. |
| Lex Sempronia de coloniis Tarentum et Capuam deducendis            | 123 a.C.                                 | Deduzione di colonie. |
| Lex Sempronia de magistratu Marco Octavio abrogando                | 133 a.C.                                 | Deposizione di Marco Ottavio dalla carica di tribuno della plebe. |
| Lex Sempronia de novis portoriis                                   | 123 a.C.                                 | Istituzione di gabelle. |
| Lex Sempronia de Publio Popilio Laenate                            | 123 a.C.                                 | Istituzione di una quaestio extraordinaria per Publio Popilio Lenate, che aveva istituito un processo iniussu populi contro Tiberio Gracco. |
| Lex Sempronia de provincia Asia                                    | 123 a.C.                                 | Regolazione appalto censorio della provincia d'Asia. |
| Lex Sempronia de provinciis consularibus                           | 123 a.C.                                 | Assegnazione delle province proconsolari prima dei comizi consolari. |
| Lex Sempronia de sicariis et veneficiis                            | 123 a.C.                                 | Istituzione di una quaestio de sicariis et de veneficiis. |
| Lex Sempronia frumentaria                                          | 123 a.C.                                 | Distribuzione di grano. |
| Lex Sempronia iudiciaria                                           | 122 a.C.                                 | Esclusività del tribunale della quaestio perpetua de repetundis riservata all'ordine equestre. |
| Lex Sempronia militaris                                            | 123 a.C.                                 | Gestione spese e età minima militari. |
| Lex Sempronia viaria                                               | 122 a.C.                                 | Costruzione di strade. |
| Lex Servilia iudiciaria                                            | 106 a.C.                                 | Reintroduceva i senatori nel tribunale della quaestio de repetundis. |
| Lex Servilia Glaucia                                               | 100 a.C.?                                | Riforma la quaestio de repetundis permettendo l'accesso agli equites nelle giurie. |
| Lex Titia                                                          | 43 a.C.                                  | Attribuiva ad Ottaviano, Marco Antonio e a Lepido pieni poteri per sconfiggere gli uccisori di Giulio Cesare; legalizza il secondo triumvirato. |
| Lex Terentilia                                                     | proposta 454-452 a.C.                    | Mai approvata: proponeva un comitato per definire i limiti del potere dei consoli. |
| Lex Terentia Cassia                                                | 73 a.C.                                  | Salvaguardia la scorta di grano. |
| Lex Trebonia                                                       | 55 a.C.                                  | Organizzazione delle province. |
| Lex Tullia                                                         | 63 a.C.                                  | Promossa da Cicerone; riguardo alle frodi nelle elezioni. |
| Lex Valeria                                                        | forse nel 509 a.C. e 449 a.C. o 300 a.C. | Definisce la possibilità di appellarsi, per ogni cittadino romano, contro una sentenza capitale. |
| Lex Valeria de Sulla dictatore                                     | 82 a.C.                                  | Eleggeva dittatore Silla. |
| Lex Valeria Cornelia                                               | 5 d.C.                                   | Riguardo alla votazione nei Comizi centuriati. |
| Lex Valeria Horatia de provocatione                                | 449 a.C.                                 | Vieta l'istituzione di una magistratura esente da provocatio ad populum. |
| Lex Valeria Horatia de plebiscitis                                 | 449 a.C.                                 | Legittima l'elezione dei Tribuni della plebe nei Concilia plebis. |
| Lex Valeria Horatia de tribunicia potestate                        | 449 a.C.                                 | Concede l'inviolabilità ai tribuni della plebe. |
| Lex Valeria de provocatione                                        | 449 a.C.                                 | |
| Lex Varia de maiestate                                             | 91 a.C.                                  | Puniva tutti coloro che avevano assistito e consigliato i responsabili delle violenze durante la Guerra sociale. |
| Lex Vatinia                                                        | 59 a.C.                                  | Attribuiva a Giulio Cesare il comando della Gallia Cisalpina per cinque anni. |
| Lex Villia annalis                                                 | 180 a.C.                                 | Stabilisce un'età minima alle cariche del cursus honorum e un intervallo di tempo di due anni da una carica all'altra. |
| Lex Voconia                                                        | 169 a.C.                                 | |

## Denominazioni generali
- Lex agraria - Legge che regolava la distribuzione delle pubbliche terre
- Lex annalis - Stabilisce requisiti di età e intervalli di tempo per il Cursus honorum
- Lex curiata de imperio - Legge con cui i comitia curiata ratificavano la scelta di un nuovo re nella monarchia, di un magistrato con l'imperium nella repubblica e con cui veniva confermata l'adozione, una su tutte quella di Ottaviano come figlio di Gaio Giulio Cesare.
- Lex frumentaria - Legge che regolava il prezzo del grano
- Lex sumptuaria - Legge che regolava l'uso di oggetti lussuosi e le pubbliche manifestazioni di ricchezza.

## Senatus consulta
- Senatus consultum - generico decreto del Senato romano;
- Senatus consultum ultimum;
- Senatus consultum de Bacchanalibus (186 a.C.) - riguardo ai Baccanali;
- Senatus consultum Tertullianum - riguardo all'eredità;
- Senatus consultum Orphitianum - riguardo all'eredità;
- Senatus consultum Silanianum (10) - riguardo agli schiavi;
- Senatus consultum Claudianum (52) - riguardo agli schiavi;
- Senatus consultum Macedonianum - riguardo al prestito (mutuum);
- Senatus consultum Neronianum (circa 100) - riguardo al legatum;
- Senatus consultum Pegasianum (circa 69-79 d.C.) riguardo all'obbligo per l'erede di accettare il fideicommissum, altrimenti l'erede andava a perdere la quarta ereditaria.
- Senatus consultum Vellaeanum (46) - riguardo a intercedere;
- Senatus consultum de re publica defendenda.

## Leggi romane (in ordine di data)
| ANNO         | LEX                                                                | AUTORE | CONTENUTO E CONSEGUENZE |
| ------------ | ------------------------------------------------------------------ | --- | --- |
| 509 a.C.     | Lex Iunia                                                          | Lucio Giunio Bruto                                                                                                  | Cacciata di Tarquinio il Superbo e condanna dei Tarquini all'esilio. |
| 509 a.C.     | Leges Valeriae Publicolae                                          | Publius Valerius Publicola                                                                                          | Diritto d'appello davanti al popolo per una sentenza di un magistrato romano. |
| 494 a.C.     | Lex Sacrata                                                        | | Creazione del tribunato della plebe a seguito della prima secessione della plebe. |
| 486 a.C.     | Lex Cassia agraria (progetto respinto)                             | Spurio Cassio Vecellino                                                                                             | Distribuzione delle terre ai plebei e agli alleati latini. |
| 471 a.C.     | Lex Publilia Voleronis                                             | Publilio Volero | Istituzione dell'elezione dei tribuni della plebe da parte dei comizi tributi. |
| 462-454 a.C. | Lex Terentilia (progetto sostituito)                               | Gaius Terentilius Harsa                                                                                             | Diminuzione dei poteri ai consoli, Creazione dei Decemviri. |
| 456 a.C.     | Lex Icilia de Aventino publicando                                  | Lucio Icilio | Assegnazione ai plebei in proprietà privata di terreni pubblici sull'Aventino |
| 456/54       | Leges Iciliae                                                      | Lucius Icilius | Diritto di parola dei Tribuni della plebe in Senato. |
| 451-449 a.C. | Leges Duodecim Tabularum                                           | Decemviri Legibus Scribundis Consulari Imperio (450 a.C.) Decemviri Legibus Scribundis Consulari Imperio (451 a.C.) | Redazione di codici giuridici in materia civile e penale. |
| 449 a.C.     | Leges Valeriae Horatiae e/o Lex Duillia                            | Lucio Valerio Potito Marco Orazio Barbato                                                                           | Definizione del ruolo dei tribuni della plebe, i plebiscitis votati dai comizi tributi con la ratifica del senato.                                                                                               |
| 448 a.C.     | Lex Trebonia                                                       | Lucio Trebonio Aspro                                                                                                | Obbligo di proseguire nell'elezione dei tribuni fino a che non sono tutti eletti. |
| 445 a.C.     | Lex Canuleia                                                       | Gaio Canuleio | Soppressione del divieto di matrimonio tra patrizi e plebei. |
| 434 a.C.     | Lex Aemilia                                                        | Marco Emilio Mamercino                                                                                              | Accorciamento della durata del mandato del censore a 18 mesi rispetto ai 5 anni (lustro) |
| 432 a.C.     | Lex Pinaria Furia Postumia                                         | Collegio dei Tribuni della plebe                                                                                    | Divieti per i candidati. |
| 367 a.C.     | Leggi Licinie-Sestie                                               | Gaio Licinio Stolone Lucio Sesto Laterano                                                                           | Soppressione del tribunato militare con potere consolare, ristabilimento del console di cui un membro deve essere plebeo, limitazione dell'occupazione dell'ager publicus                                        |
| 358 a.C.     | Lex Poetelia                                                       | Gaio Petelio | Proibiva ai candidati di fare propaganda nei giorni di mercato o di frequentare i luoghi dove la gente si riuniva: vedi Tite-Live, Histoire romaine, Livre VII, 15 (12-13)                                       |
| 357 a.C.     | Lex Duilia Menenia                                                 | Marco Duilio e Lucio Menenio                                                                                        | Limite agli interessi Tite-Live, Histoire romaine, Livre VII, 16 (1) |
|              | Lex Manlia de vicensima manumissione                               | Cneo Manlio Capitolino                                                                                              | Imposta del 5% per l'affrancazione degli schiavi. |
| 339 a.C.     | Leges Publiliae Philonis                                           | Quinto Publilio Filone                                                                                              | Uno dei due censori deve essere plebeo plebiscitos. |
| 326 a.C.     | Lex Poetelia-Papiria                                               | | abolizione della servitù per debiti |
| 313 a.C.     | Lex Ovinia                                                         | | apertura progressiva del Senato ai plebei. |
| 300 a.C.     | Lex Ogulnia                                                        | | permette l'accesso dei plebei ai collegi dei pontefici e degli auguri. |
| 287 a.C.     | Lex Hortensia                                                      | | Le delibere del Concilium Plebis sono estese all'intera comunità. |
| 218 a.C.     | Lex Claudia                                                        | | plebiscito che proibisce ai senatori e ai loro figli di possedere navigli di più di 300 anfore (80 hl), proibendo loro il grande commercio.                                                                      |
| 204 a.C.     | Lex Cincia                                                         | | proibizione di patrocinare una causa per danaro o per regali. |
| 195 a.C.     | Leges Porciae                                                      | | In numero di tre, citate da Cicerone. |
| 181 a.C.     | Lex Baebia/Cornelia Baebia                                         | Marco Bebio Tamfilo e Publio Cornelio Cetego                                                                        | Contrasto alla corruzione elettorale e istituzione del numero di pretori a sei |
| 180 a.C.     | Lex Villia annalis                                                 | | Istituzione dell'età minima per accedere a ciascuna magistratura e dell'intervallo di tempo tra una carica e l'altra.                                                                                            |
| 173 a.C.     |                                                                    | | Obbliga i censori a dare in locazione il territorio campano. |
| 159 a.C.     | Lex Cornelia Fulvia                                                | | contro la venalità del corpo elettorale. |
| 154 a.C.     | Lex Aelia et Fufia                                                 | | Estensione del diritto di obnuntiatio, che dà loro la possibilità, con un impiego abile degli auspici, di esercitare un veto di fronte ai tribuni della plebe.                                                   |
| 151 a.C.     |                                                                    | | Divieto di rielezione dei consoli. |
| 149 a.C.     |                                                                    | | Il tribuno della plebe Lucio Calpurnio Pisone Frugi fa approvare l'introduzione le quaestiones perpetuae per giudicare i crimini d'estorsione nelle province (de pecuniis repetundis).                           |
| 149 a.C.     | Lex Calpurnia                                                      | | introdusse la parità tra i cavalieri e i senatori davanti ai tribunali. |
| 139 a.C.     | Lex Gabinia tabellaria                                             | proposta da Aulo Gabinio                                                                                            | Introduce il voto segreto nei comizi elettorali. |
| 137 a.C.     | Lex Cassia tabellaria                                              | proposta da Lucio Cassio Longino Ravilla                                                                            | Stabilisce il voto segreto negli iudicia populi, salvo il caso di perduellio. |
| 133 a.C.     | Lex Sempronia agraria                                              | proposta da Tiberio Sempronio Gracco                                                                                | Conferimento ad una commissione di triumviri la gestione di confische su proprietari con più di 500 iugeri di terreno, di divisione in lotti del terreno eccedente e di assegnazione alla plebe.                 |
| 133 a.C.     | Lex Sempronia agraria altera                                       | proposta da Tiberio Sempronio Gracco                                                                                | Conferimento alla commissione di triumviri della lex Agraria la gestione giudiziaria delle controversie legate ai fondi.                                                                                         |
| 133 a.C.     | Lex Sempronia de magistratu Marco Octavio abrogando                | proposta da Tiberio Sempronio Gracco                                                                                | Deposizione di Marco Ottavio dalla carica di tribuno della plebe. |
| 131 a.C.     | Lex Papiria tabellaria                                             | proposta dal graccano Gaio Papirio Carbone                                                                          | Introduce il voto segreto nei comizi legislativi. |
| 123 a.C.     | Lex Sempronia agraria                                              | proposta da Caio Sempronio Gracco                                                                                   | Riproposta della lex Sempronia Agraria del fratello Tiberio. |
| 123 a.C.     | Lex Sempronia frumentaria                                          | proposta da Caio Sempronio Gracco                                                                                   | Distribuzione di grano. |
| 123 a.C.     | Lex Sempronia militaris                                            | proposta da Caio Sempronio Gracco                                                                                   | Gestione spese e età minima militari. |
| 123 a.C.     | Lex Sempronia de abactis                                           | proposta da Caio Sempronio Gracco                                                                                   | Privava i magistrati vittime di abrogatio magistratus dello ius honorum, la possibilità di essere eletti nuovamente.                                                                                             |
| 123 a.C.     | Lex Sempronia de provincia Asia                                    | proposta da Caio Sempronio Gracco                                                                                   | Regolazione appalto censorio della provincia d'Asia. |
| 123 a.C.     | Lex Sempronia de Publio Popilio Laenate                            | proposta da Caio Sempronio Gracco                                                                                   | Istituzione di una quaestio extraordinaria per Publio Popilio Lenate, che aveva istituito un processo iniussu populi contro Tiberio Gracco.                                                                      |
| 123 a.C.     | Lex Sempronia de capite civis romani                               | proposta da Caio Sempronio Gracco                                                                                   | Rafforzo delle norme della provocatio ad populum. |
| 123 a.C.     | Lex Sempronia de sicariis et veneficiis                            | proposta da Caio Sempronio Gracco                                                                                   | Istituzione di una quaestio de sicariis et de veneficiis. |
| 123 a.C.     | Lex Sempronia de coloniis Tarentum et Capuam deducendis            | proposta da Caio Sempronio Gracco                                                                                   | Deduzione di colonie. |
| 123 a.C.     |                                                                    | proposta da Caio Sempronio Gracco                                                                                   | Istituzione di gabelle. |
| 122 a.C.     | Lex Sempronia de provinciis consularibus                           | proposta da Caio Sempronio Gracco                                                                                   | Assegnazione delle province proconsolari prima dei comizi consolari. |
| 122 a.C.     | Lex Sempronia viaria                                               | proposta da Caio Sempronio Gracco                                                                                   | Costruzione di strade. |
| 122 a.C.     | Lex Sempronia iudiciaria                                           | proposta da Caio Sempronio Gracco                                                                                   | Assegnazione del tribunale della quaestio perpetua de repetundis ai soli equiti. |
| 122 a.C.     | Lex Rubria                                                         | proposta da Gaio Rubrio                                                                                             | Creò due nuove colonie in Italia ed una sul territorio di Cartagine, dichiarato "maledetto" dopo la terza guerra punica.                                                                                         |
| 119 a.C.     | Lex Maria de suffragiis ferendis                                   | proposta da Gaio Mario                                                                                              | Riduzione di distanza tra i pontes elettorali. |
| 113 a.C.     | Lex Memmia de absentibus rei publicae causa                        | proposta probabilmente da Lucio Memmio, pretore nel 113 a.C.                                                        | Divieto di perseguire penalmente gli absentes rei publicae causa. |
| 111 a.C.     | Lex Memmia de Iugurtha Romam ducendo                               | proposta da Gaio Memmio                                                                                             | Invito a Roma con salvacondotto per Giugurta affinché fosse interrogato riguardo alla corruzione di Scauro, Bestia e gli altri senatori accusati da Memmio.                                                      |
| 109 a.C.ca   | Lex Mamilia de coniuratione Iugurthina                             | proposta da Gaio Mamilio Limetano                                                                                   | Provvedimenti giudiziari contro i nobili corrotti da Giugurta. |
| 107 a.C.     | Lex Coelia tabellaria                                              | proposta da Gaio Celio Caldo                                                                                        | Introduzione del voto segreto nel giudizio di perduellio, che era rimasto escluso dalla lex Cassia. |
| 106 a.C.     | Lex Servilia iudiciaria                                            | Quinto Servilio Cepione                                                                                             | Reintroduceva i senatori nel tribunale della quaestio de repetundis. |
| 103 a.C.     | Lex Appuleia de maiestate minuta                                   | proposta da Lucio Apuleio Saturnino                                                                                 | Provvedimento di Lucio Appuleio Saturnino che istituisce che una quaestio perpetua de maiestate di equiti per i crimina maiestatis.                                                                              |
| 100 a.C.     | Lex Appuleia agraria                                               | proposta da Lucio Apuleio Saturnino                                                                                 | Distribuzione dell'ager publicus conquistato da Gaio Mario nella guerra coi Cimbri. |
| 100 a.C.     | Lex Appuleia de coloniis in Siciliam Achaiam Macedoniam deducendis | proposta da Lucio Apuleio Saturnino                                                                                 | Fondazione di colonie in Sicilia, Acaia e Macedonia e conferimento del potere di concedere la cittadinanza per meriti a Gaio Mario.                                                                              |
| 100 a.C.     | Lex Appuleia frumentaria                                           | proposta da Lucio Apuleio Saturnino                                                                                 | Introduzione di calmiere per il grano. |
| 98 a.C.      | Lex Caecilia Didia                                                 | Quinto Cecilio Metello Nepote e Tito Didio                                                                          | Introduzione del trinundinum come periodo di attesa dalla rogatio alla votazione nei comitia e divieto di leges saturae.                                                                                         |
| 95 a.C.      | Lex Licinia Mucia                                                  | Lucio Licinio Crasso e Quinto Mucio Scevola                                                                         | Ordinava l'espulsione dalla città di Roma ed il rimpatrio nelle loro città natie dei gruppi etnici Latini e Italici, comminando pene severe per chi, con frode, si iscriveva all'anagrafe come cittadino romano. |
| 91 a.C.      | Lex Varia de maiestate                                             | | Puniva tutti coloro che avevano assistito e consigliato i responsabili delle violenze durante la Guerra sociale.                                                                                                 |
| 90 a.C.      | Lex Calpurnia                                                      | | Autorizza i comandanti romani a concedere la cittadinanza agli alleati che combattevano con loro durante la Guerra sociale.                                                                                      |
| 90 a.C.      | Lex Iulia de civitate latinis et sociis danda                      | Lucio Giulio Cesare                                                                                                 | Legge accordante la cittadinanza romana alle colonie latine e agli alleati italici rimasti fedeli durante la Guerra sociale.                                                                                     |
| 89 a.C.      | Lex Plautia Papiria                                                | | Estensione della cittadinanza romana a tutte le popolazioni ribelli della penisola italica, durante la Guerra sociale.                                                                                           |
| 89 a.C.      | Lex Pompeia de Transpadanis                                        | | Concessione del diritto latino ai Transpadani, dopo che le colonie latine a sud del Po avevano ottenuto la cittadinanza romana con la Lex Iulia.                                                                 |
| 82 a.C.      | Lex Valeria de Sulla dictatore                                     | Lucio Valerio Flacco                                                                                                | Eleggeva dittatore Silla. |
| 82 a.C.      | Lex Cornelia                                                       | Silla | Impone la confisca dei beni e la condanna di tutti quelli che avevano combattuto contro di lui a Brindisi nell'83 a.C., ovvero condanna tutti i nemici dello stato.                                              |
| 75 a.C.      | Lex Aurelia                                                        | | abrogò le restrizioni alla carriera dei tribuni della plebe, concedendo a loro il diritto ad aspirare a qualsiasi magistratura superiore seguendo il normale cursus honorum.                                     |
| 67 a.C.      | Lex Calpurnia                                                      | | puniva il crimine di brogli elettorali, aggiungendo alla pena pecuniaria anche l'interdizione perpetua dai pubblici uffici e dal seggio senatorio.                                                               |
| 67 a.C.      | Lex Roscia                                                         | Lucio Roscio Fabato                                                                                                 | I Cavalieri Romani hanno dei posti separati dal resto del popolo nei Teatri. |
| 67 a.C.      | Lex Gabinia                                                        | Aulo Gabinio | Confermento dell'imperium proconsulare di 3 anni sul Mar Mediterraneo e le sue coste (fino a 50 miglia nell'entroterra) a Gneo Pompeo Magno per combattere i pirati.                                             |
| 66 a.C.      | Lex Manilia                                                        | Gaio Manilio | Concessione a Gneo Pompeo Magno del comando supremo (l'imperium maius) in tutte le province d'Oriente. |
| 62 a.C.      | Lex Iunia Licinia                                                  | Decimo Giunio Silano e Lucio Licinio Murena                                                                         | Conferma della Lex Caecilia Didia e prevenzione di reato di falso in atto pubblico |
| 59 a.C.      | Lex Julia                                                          | Gaio Giulio Cesare                                                                                                  | Proposta da Cesare, per concedere ai veterani di Pompeo una colonia a Capua. |
| 59 a.C.      | Lex Vatinia                                                        | proposta da Publio Vatinio                                                                                          | Assegnazione delle province per Cesare con poteri straordinari |
| 58 a.C.      | Lex Clodia                                                         | Publio Clodio Pulcro                                                                                                | Autorizza le associazioni di artigiani. |
| 58 a.C.      | Lex Clodia de capite civis Romani                                  | Publio Clodio Pulcro                                                                                                | Sulla messa a morte del cittadino romano senza rispettare la provocatio ad populum. |
| 55 a.C.      | Lex Licinia Pompeia                                                | Marco Licinio Crasso e Gneo Pompeo Magno                                                                            | Accordò un prolungamento di 5 anni dell'imperium di Gaio Giulio Cesare nelle Gallie e assegnazione delle province per Crasso in Siria e Pompeo in Spagna.                                                        |
| 52 a.C.      | Lex Pompeia                                                        | | Modificò la disciplina del reato di brogli elettorali, ordinando l'esilio per i casi più gravi. |
| 49 a.C.      | Lex Roscia                                                         | | Estese la cittadinanza romana ai Transpadani della Gallia Cisalpina. |
| 44 a.C.      | Lex Antonia                                                        | | Abrogazione della dittatura. |
| 43           | Lex Pedia                                                          | | Punizione dei Cesaricidi con l'esilio. |
| 43           | Lex Titia                                                          | | Concessione di poteri eccezionali al secondo triumvirato. |
| 40 a.C.      | Lex Falcidia                                                       | | |
| 18 a.C.      | Lex Iulia de adulteriis coercendis                                 | | Su matrimonio e adulterio. |
| 4 d.C.       | Lex Aelia Sentia                                                   | | Regola l'atto privato di liberazione degli schiavi. |
| 6            | Lex Aerarium Militare                                              | | Per la messa in carico allo stato dei veterani di guerra. |
| 9            | Lex Papia Poppaea                                                  | | Contro il celibato. |
| 9            | Lex Quinctia                                                       | | Per la regolamentazione degli acquedotti. |
| 24           | Lex Visellia                                                       | | Libera i discendenti degli affrancati dalla macule servile. |
| 69           | Lex de Imperio                                                     | | Epura e rinnova il senato. |
| 326          |                                                                    | Costantino I | Divieto del patto commissorio. |
| 331          |                                                                    | | Legge contro il divorzio presa da Costantino I. |
| 334          |                                                                    | Costantino I | Legge del 17 giugno di Costantino I sulla tutela delle vedove e degli orfani. |
| 336          |                                                                    | | Legge del 29 aprile penalizzante il... |
| 359          | Attribuzioni giurisdizionali                                       | Giuliano | Le cause di successione rientravano nella competenza del Prefetto Urbano e non del Pretore |
| 363          |                                                                    | Giuliano | stabiliva espressamente che la procura di un avvocato sopravviveva alla morte del cliente ed era quindi trasmissibile agli eredi.                                                                                |
| 426          | Legge delle citazioni                                              | Teodosio II e Valentiniano III                                                                                      | |
| 529          | Codice Giustinianeo o Corpus iuris civilis                         | Giustiniano I | La più grande codificazione del diritto romano antico. |